# アントニオ・アロンソ
アントニオ・アロンソ（Antonio Alonso、1955年12月12日 - ）は、スペイン・マドリード出身の舞踊家・振付家。2008年10月、ユーロアメリカ国際大学より名誉学位を授与、ユネスコより認定される。

## 経歴
1955年にスペインのマドリードに生まれる。
6歳より（1961年頃）ビクトリア・ピテルにスペイン舞踊を学ぶ。7歳時には（1962年)メルセデス・レオン、アンヘル・ペリセ、ホセ・グラネーロ、ホセ・アントニオ等に師事。
13歳（1968年頃）でグラン・アントニオ率いるマドリードバレエの一員としてプロデビュー。
15歳（1972年頃）の時にはラファエル・デ・コルドバ舞踊団のソリストとして活躍、翌年には同舞踊団のプリモへと昇進。1978年、アントニオ・ガデスよりスペイン国立バレエのメンバーとして契約される。同監督の下、1年後にはソリスト、半年後にはプリモへと昇進し、三角帽子、恋は魔術師、「サラサーテのサパテアード」、「浮気な人妻」、ファン・キンテロの「ファルーカ」、「女の肖像」など、多くの作品の主役として初演を務める。とくにマヌエラ・バルガスと共演したメデアは注目を集めた。
1986年にスペイン国立バレエを志願休職。独自の舞踊団を創設。自ら芸術監督と振付を手掛け、フラメンコとクラシコ・エスパニョール（スペイン古典舞踊）の公演をヨーロッパ各国で行う。
1989年にはスペイン国立バレエよりドン・ファン・テノーリオの世界初演にゲストとして招かれ、ドン・ルイス・メヒア役を踊る。
1991年、プラシド・ドミンゴと共演、踊りを披露。ロイヤル・ガラの為、サルスエラからの様々な作品の振付を手がけた。
1994年、アンダルシア舞踊団に客演、「レクイエム」をスペイン各地で公演し成功を収める。マドリードでは40日間のロングランを記録した。
2007年、ロシアのサンクトペテルブルク・ミュージックホールで「カルメン・フォーエバー」を公演。演出と主演を務めた。

## 日本での活動
1998年3月 - 東京・有楽町マリオンで「アルマ」を公演
1998年9月 - 東京・ヤクルトホールで「センティードス・フラメンコス」を公演
1999年 - 日本テレビ系列「生ダラ」に出演
2001年1月 - NHK「ニューイヤーオペラコンサート」で川井郁子と共演
2001年2月 - NHK「いっきにパラダイス」で川井郁子と共演
2001年6月 - 東京・新宿文化センターで「アルマ・デ・オンブレス」を発表
2002年3月 - サントリーホールで「カルメン」を公演。現田茂夫指揮の東京フィルハーモニー交響楽団、オペラ歌手・塩田美奈子と共演。
2003年2月 - 岡山シンフォニーホールで「カルメン」を公演。岡山フィルハーモニック管弦楽団と共演。
2004年2月　渋谷東急文化村・オーチャードホールで舞台サロメに特別招聘ゲストとして出演。
2004年6月 - 府中の森芸術劇場ウィーンホールで行われた「サルスエラ・フェスティバル」で芸術監督を務める
2005年7月 - 川口総合文化センターで「川口国際文化交流フェスティバル」に出演。塩田美奈子、川井郁子と共演。
2006年2月 - 新宿文化センターで「ベルナルダ・アルバの家」(原作フェデリコ・ガルシーア・ロルカ）を公演。脚本・演出を手がける。
2012年6月 - 新宿「エルフラメンコ」にて「VARIACIONES」を発表。
2012年10月 - 名古屋「名古屋市千種文化小劇場（ちくさ座）」にて「VARIACIONES」公演。